# Horst Brunsiek
Horst Brunsiek (* 4. Mai 1944 in Rotenburg (Wümme)) ist ein deutscher Maler, Objekt- und Installationskünstler.

## Leben
Brunsiek studierte von 1963 bis 1969 zunächst das Fach Geodäsie an der Technischen Hochschule in Hannover, bevor er von 1971 bis 1976 das Fach Kunsterziehung an der Gesamthochschule Kassel (GhK) belegte, unterbrochen vom Studium der Freien Kunst 1974 an der Hochschule für bildende Künste Hamburg. Von 1976 bis 1979 studierte er erneut an der GhK Kassel, übte zeitweilig parallel 1977 und 1978 einen Lehrauftrag an der GhK Kassel aus, OE Kunst.
1979 unterhielt Horst Brunsiek Wohnung und Atelier unter der Adresse Bronsartstraße 40 in Hannover.

## Werk
In den 70er Jahren machte Brunsiek vor allem durch Aktionen auf sich aufmerksam, die die Personen-Erfassungs-Systeme, Bürokratie und Verwaltung kritisch beleuchteten (Briefaktion NumAktion, betrifft: Personenkennzeichen). Anschließend schuf Brunsiek Raum-Installationen, deren Konzepte sich jeder Vernunft und Logik entziehen und damit auf die zwanghafte Selbstläufigkeit von Systemen der institutionalisierten Welt verweisen, wie die Arbeit Raum Oq 4/II. 1978 entstanden zudem Tafelbilder in monochromer Farbschichtenmalerei.

## Ausstellungen (Auswahl)
- 1971: 59. Herbstausstellung Niedersächsischer Künstlerinnen und Künstler im Kunstverein Hannover[2]
- 1972:
  - „NumAktion, betrifft: Personenkennzeichnung“, Nummerierung von insgesamt 800 Personen des öffentlichen Lebens; Versand von 800 „Nummerierungsbescheiden“[2]
  - Informationsstand „Private Nummerierungsstelle Horst Brunsiek“, Museum Wiesbaden[2]
- 1973: „Raum Oq 4/II“ (Enviroment), Kunstverein Hannover im Rahmen der Ausstellung Zehn Künstler aus Niedersachsen[2]
- 1974: Identitätskarte, Versand von 800 „Identitätskarten“ an Personen des öffentlichen Lebens[2]
- 1976: Einzelausstellung von Arbeiten aus dem Zeitraum von 1972 bis 1976 im Kasseler Kunstverein[2]
- 1976: ‘85, Kassel
- 1990: Heidelberger Kunstverein

## Schriften
- Prints / Horst Brunsiek. Selbstverlag H. Brunsiek, Kassel 2014, ISBN 978-3-00-045173-7.[1]
- Horst Brunsiek. Mit Fotos von Horst Brunsieck und Rolf Münder. Selbstverlag H. Brunsiek, Kassel 2012, ISBN 978-3-00-036346-7. Inhaltsverzeichnis